# زحمت‌کند
زحمت‌آباد (به لاتین: Zəhmətkənd، پیش‌تر موسی‌بی‌اُف Musabəyov) یک منطقه مسکونی در جمهوری آذربایجان است که در شهرستان گدابیگ واقع شده است. زحمت‌کند ۱۹۵۴ نفر جمعیت دارد.